# 151362 Chenkegong
151362 Chenkegong è un asteroide della fascia principale. Scoperto nel 2002, presenta un'orbita caratterizzata da un semiasse maggiore pari a 2,9950622 UA e da un'eccentricità di 0,1070579, inclinata di 8,68990° rispetto all'eclittica.